# Jean-Pierre Boris
Pour les articles homonymes, voir Boris.
Jean-Pierre Boris est un journaliste français à RFI de septembre 1982 à juin 2021.

## Biographie
Spécialiste de l'Amérique latine où Jean-Pierre Boris a effectué de nombreux reportages. Il a notamment couvert de 1998 à 2005 l'actualité des matières premières dans une chronique quotidienne. Après avoir été rédacteur en chef du service « France » de RFI (2005-2006), puis avoir été attaché au desk Amériques au sein du service International de cette radio, Jean-Pierre Boris a couvert l'actualité économique africaine pendant six ans . À partir de 2014 et jusqu'à juin 2021, date de son départ à la retraite, il produit l'émission économique hebdomadaire de RFI Eco d'ici Eco d'ailleurs. Cette émission est diffusée tous les samedis matin puis rediffusée à la mi-journée.
Il est l'auteur du livre Main basse sur le riz et d'un film documentaire de même titre réalisé par Jean Crépu et diffusé sur la chaine Arte. Les deux auteurs ont reçu le FIPA d'or 2010 dans la catégorie des « grands Reportages et Faits de société » pour ce film.

## Livres
- Commerce inéquitable : Le roman noir des matières premières, Hachette, 2005 et Fayard 2012  (ISBN 9782213671611)
- Fuir l'Équateur : Une histoire de clandestins, Hachette, collections Les Docs 2007  (ISBN 9782012372320)
- Main basse sur le riz, Fayard, 2010
- Traders, vrais maîtres de monde, Tallandier, 2017

## Films
- Main basse sur le riz, avec Jean Crépu, produit par Ladybirds Films et Arte, 2010, (FIPA d'or)
- Le dernier carré de chocolat, avec Jean Crépu produit par Ladybirds Films et France 5, 2012
- Traders, le marché secret des matières premières, avec Jean Crépu, produit Roche Production et Arte, 2014